# Polizei-Bataillon 309
Das Polizei-Bataillon 309 war eine militärische Einheit der Ordnungspolizei im Zweiten Weltkrieg. Das Bataillon war aktiv am Holocaust beteiligt. Es ist insbesondere verantwortlich für ein Massaker an Juden in Białystok am 27. Juni 1941, bei dem 2.000 bis 2.200 Menschen ermordet wurden.

## Geschichte

### Polizei-Bataillon 309

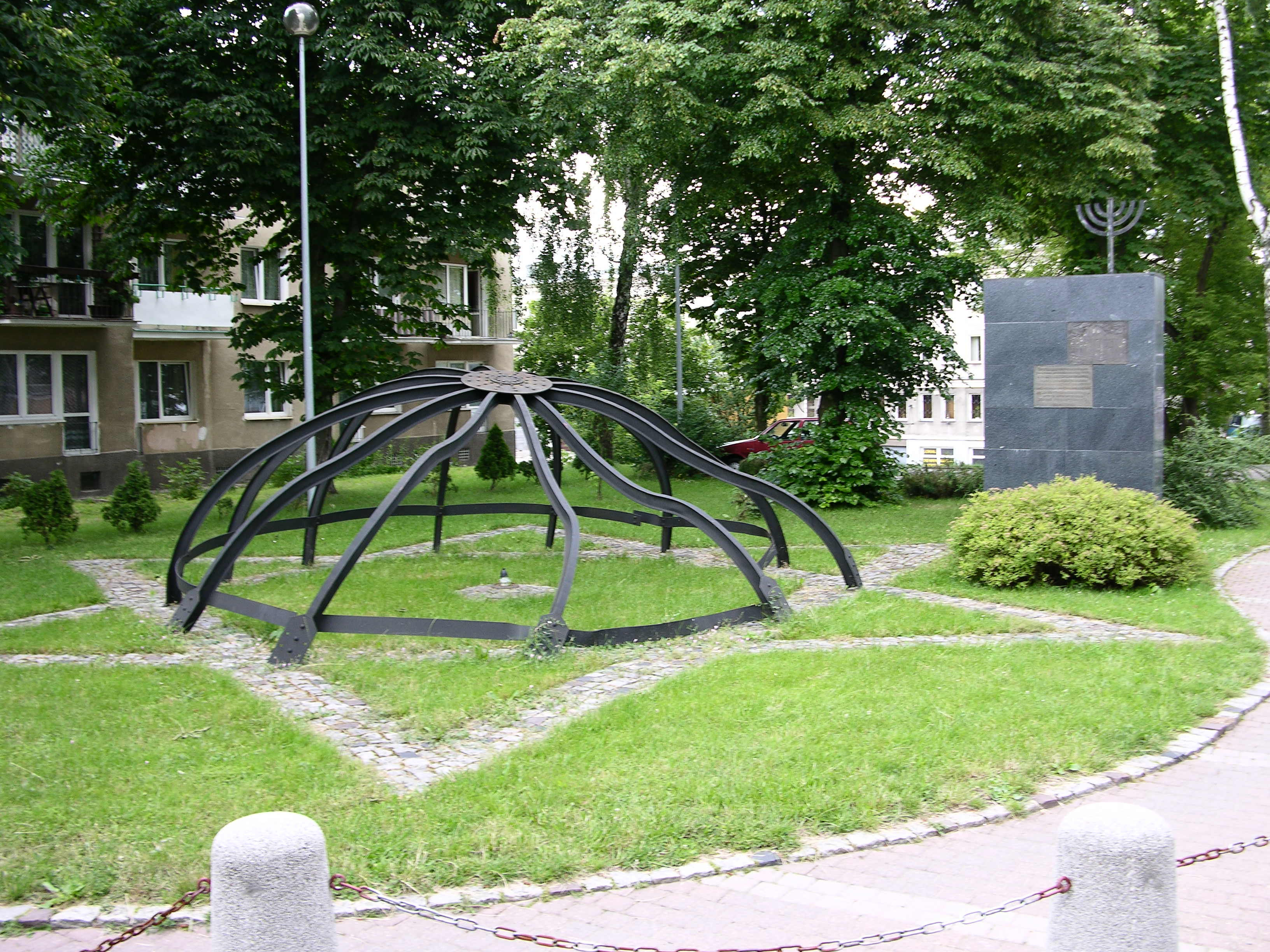
Mahnmal an der Stelle der ehemaligen Synagoge Bialystok

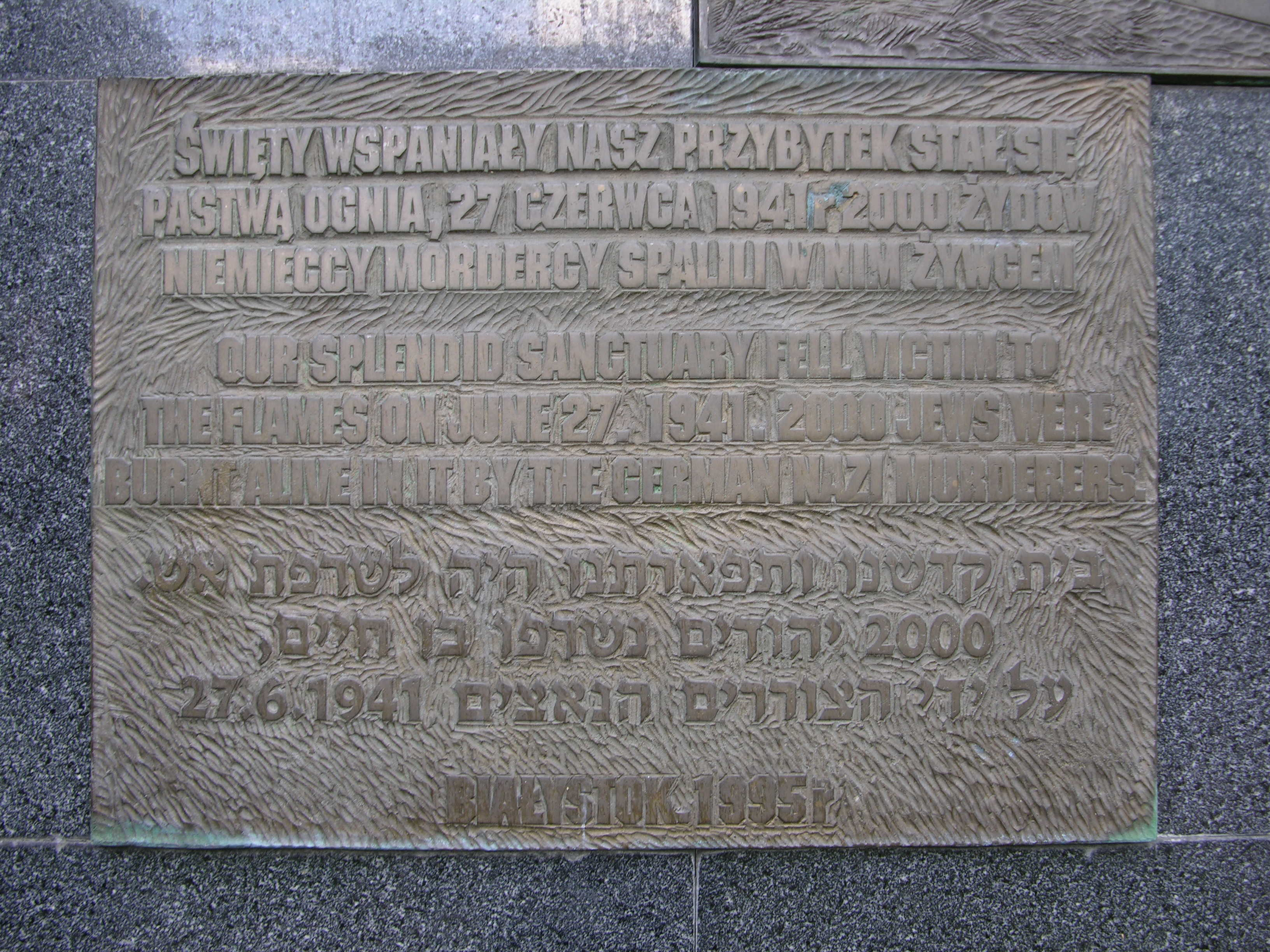
Dreisprachige Inschrift am Mahnmal der Synagoge Bialystok

Nach Genehmigung durch die Wehrmacht konnten mit Schnellbrief des Reichsministers des Inneren vom 11. Oktober 1939 zur Sicherstellung des Bedarfes an Polizeikräften in den von der Wehrmacht besetzten Gebieten 26.000 ungediente Wehrpflichtige der weißen Jahrgängen 1909–1912 und 1918–1920 als Polizeirekruten angeworben werden. Der Dienst in der Schutzpolizei wurde als aktiver Wehrdienst anerkannt. Die ungedienten Wehrpflichtigen wurden 1940/41 in Polizeikasernen jeweils einige Monate in Ausbildungsbataillonen trainiert. Aus den Jahrgängen 1909–1912 bildete man dann die Polizei-Bataillone Nr. 301 bis 325, sie wurden als „Wachtmeisterbataillone“ bezeichnet, da den Männern aufgrund ihres Alters Vordienstzeiten erlassen wurden. Die Führungspositionen und Mannschaftsführer stellten erfahrene Berufspolizisten.
Das Polizei-Bataillon 309 wurde am 19. September 1940 aus dem Polizei-Ausbildungs-Bataillon „A“ in Köln gebildet. Am 23. September 1940 wurde das Bataillon nach Radom in das damalige Generalgouvernement verlegt und bewachte von Oktober 1940 bis Mai 1941 das Ghetto Radom.
Nach Ostrolenka in Masowien erfolgte die Verlegung gegen Ende Mai 1941 in Vorbereitung des Überfalls auf die Sowjetunion. Am 27. Juni 1941 rückten die Truppen des Polizei-Bataillons 309 in Białystok ein. Zu diesem Zeitpunkt war das Bataillon der 221. Sicherungs-Division unterstellt. Auf Befehl des Bataillonskommandeurs, Major Ernst Weis, wurde das Ghetto Bialystok durchsucht, um alle jüdischen Männer festzunehmen. Zunächst wurden die Juden auf dem Marktplatz zusammengetrieben. Dabei kam es zu Demütigungen und ersten Erschießungen. Während ein Teil der Juden zu einem Park gebracht und dort gruppenweise erschossen wurde, befahl man einen anderen Teil in die Große Synagoge. Nachdem sich dort 700 bis 800 Juden versammelt hatten, wurde das Gebäude angezündet. Flüchtende wurden erschossen. Das Feuer griff von der Synagoge auf das Ghetto über, in dessen Flammen weitere 1.000 Menschen starben. Insgesamt fielen etwa 2.000 bis 2.200 Juden dem Polizei-Bataillon 309 zum Opfer. Am nächsten Tag wurden 30 Wagenladungen mit Leichen zu einem Massengrab transportiert.
Sodann tauchte das Bataillon am 8. Juli 1941 im Gebiet um Białowieża auf, wo es bis 10. Juli 1941 hunderte Juden festnahm, die anschließend nach Hajnówka deportiert wurden. Das dort errichtete Gefangenenlager wurde in der ersten Hälfte des Juli 1941 vom Polizei-Bataillon 309 bewacht.
Am 16. Juli 1941 wurden dem Bataillon Kommissare zur Erschießung gemäß dem Kommissarbefehl übergeben.
Anschließend wurde das Bataillon gegen versprengte Truppen in Slonim eingesetzt. Ab 24. Juli 1941 erfolgte der Einsatz im Raum Sluzk, danach in Babrujsk. Vom 12. bis 30. August 1941 war das Bataillon im Gebiet Smolensk zu einer „Befriedungsaktion“ eingesetzt. Eine unbekannte Anzahl an Menschen fielen hier den Maßnahmen zum Opfer.
Ab Ende August wurde das Bataillon dem Korück 580 unterstellt und traf am 30. August in Babrujsk ein. Am 1. September 1941 war das Bataillon im Gebiet um die Stadt Schlobin eingesetzt, in der der Stab seinen Sitz nahm.
Am 6. September 1941 wurde das Bataillon nach Gomel verlegt.
Am 11. September war das Bataillon in Ljubetsch und Ripky in der nördlichen Ukraine tätig. Auch hier fanden zahlreiche Verhaftungen statt. Eine unbestimmte Anzahl von Menschen wurde Opfer der Repressalien der Polizeieinheit. Am 16. September durchsuchte das Bataillon Wälder nahe Tschernigow.
Die 3. Kompanie des Bataillons war vom 17. September bis 3. Oktober in Dobrjanka stationiert. Ein Dorf in diesem Raum wurde in jenen Tagen vom 4. Zug dieser Kompanie umstellt, die 25 männlichen jüdischen Bewohner zusammengetrieben und erschossen.
Am 1. Oktober 1941 wurde die 1. Kompanie des Polizei-Bataillons nach Kletnja in der russischen Oblast Brjansk verlegt, während der Stab und die 2. Kompanie in Nowosybkow eintrafen.
13 Juden wurden am 5. Oktober in Kletnja von der Polizeieinheit hingerichtet, in der Zeit vom 6. bis 17. Oktober 1941 folgten weitere 13 Erschießungen von Juden, am 24. Oktober weitere 32 Personen, die angeblich Partisanen gewesen sein sollen.
Ab 20. Oktober 1941 wurde das Bataillon zur Sicherung der Straße Brjansk – Roslawl verwendet. Zwischen dem 20. und 30. Oktober 1941 fanden im Bereich Letoschniki und Brjansk etwa 700 Festnahmen von Russen durch das Bataillon statt. Im Laufe des November erfolgten dann in derselben Region Hinrichtungen, denen Russen und Juden zum Opfer fielen.
Ab Februar 1942 war das Bataillon westlich und nordwestlich von Brjansk eingesetzt. Die 1. Kompanie war an der Straße im Bereich zwischen Wekuljewo und Letoschniki eingesetzt. Die 2. Kompanie befand sich in Schukowka. Die 3. Kompanie war in Potschep stationiert.
Vom 26. Februar bis 1. März 1942 wurden im Gebiet Brjansk – Letoschniki Dutzende von Menschen, angeblich im Rahmen der Partisanenbekämpfung, hingerichtet. Weitere zwei- bis dreihundert Menschen wurden deportiert.
Zwischen dem 3. und dem 10. März 1942 fielen weitere 145 Zivillisten, angeblich Partisanen, dem Bataillon in der Region Brjansk zum Opfer. Am 14. Mai 1942 wurden in der gleichen Region weitere 58 Zivilisten als angebliche Partisanen hingerichtet.
Am 12. März 1942 wurden die Orte Owstug und Retschiza durch die 2. Kompanie besetzt. Am 16. März 1942 unternahm diese Kompanie kleinere Streifen im Raum Rzhanitsa. Am 27. März 1942 wurde der Ort Ordschonikidsegrad von zwei Kompanien des Bataillons besetzt, um von hier die Bahnlinie nach Roslawl zu sichern. Am 31. März 1942 brannte das Bataillon 5 verlassene Orte nieder. Am 2. und 3. April wurde das Bataillon gegen Partisanen nördlich Beshanj und südöstlich Bagotowo eingesetzt. Am 20. April 1942 erging der Befehl, die nähere Umgebung von Selzo zu durchkämmen. Das Bataillon unterstand am 22. April dem Korück 532.
Bis 12. Mai 1942 erfolgte der Einsatz von zwei Kompanien auf der Rollbahn Brjansk – Prolowka. Bei einer „Aktion“ am 14. Mai 1942 wurden 45 angebliche Partisanen, 8 „Partisanenfrauen“ und 5 Bewohner zweier Dörfer getötet.
Ende Mai 1942 erfolgte die Verlegung des Bataillons nach Köln, sodann der Einsatz von zwei Kompanien in Luxemburg.

### I. Bataillon des Polizei-Regimentes 7
Im Juli 1942 wurde das Polizei-Bataillon 309 umbenannt in I. Bataillon des Polizei-Regimentes 7. Das II. Bataillon des Polizei-Regimentes 7 wurde aus dem Polizei-Bataillon 317 und das III. aus dem Polizei-Bataillon 123 (beide mit Heimatstandort Wuppertal) gebildet.
Im Jahre 1943 wurde das Bataillon nach Norwegen verlegt, wo es bis Kriegsende verblieb.

## Kommandeure
- 19. September 1940 – unbekannt: Major Ernst Weis

## Ermittlungen wegen Kriegsverbrechen
Gegen Mitglieder des Polizei-Bataillons 309 wurden Ermittlungsverfahren in der Bundesrepublik Deutschland nach Ende des Zweiten Weltkrieges eingeleitet. Alle ehemaligen Offiziere der Einheit logen bei ihrer gerichtlichen Befragung; sie gaben unter anderem an, keine brennende Synagoge gesehen zu haben, obwohl nachweislich das gesamte Bataillon an dem Einsatz beteiligt war.
Das Landgericht Wuppertal verurteilte 1968 im Wuppertaler Białystok-Prozess den Chef der 3. Kompanie, Angehörige des 4. Zuges und den Kompanietruppführer der 1. Kompanie zu lebenslangen Freiheitsstrafen. Gegen sechs weitere Bataillonsangehörige wurden Schuldsprüche erlassen, jedoch keine Strafe verhängt. Der Bundesgerichtshof (BGH) hob die Urteile 1971 jedoch weitestgehend auf. Das Landgericht Wuppertal verurteilte im zweiten Prozess 1973 zwei Angeklagte erneut; diese Urteile hatten Bestandskraft. Gegen einen dritten Angeklagten wurde nach der Revision beim BGH das Verfahren durch das Landgericht Darmstadt 1977 eingestellt. Keiner der Angeklagten verbüßte die geringen, ohnehin nur zur Bewährung ausgesetzten Strafen. Viele oder die meisten Mitglieder des Bataillons wurden, soweit prüfbar, nach dem Krieg wieder in den Polizeidienst eingestellt.
Der Angeklagte Heinrich Schneider, Zugführer im Polizei-Bataillon 309, hatte sich am 14. Oktober 1967 vor dem Prozessauftakt in Wuppertal erhängt.